# Acedera
Acedera és un municipi d'Extremadura situat a l'est de la província de Badajoz.